# Jicchak Dubno
Jicchak Dubno (ur. 5 lutego 1913; zm. 21 maja 1948) – izraelski dowódca wojskowy w stopniu podpułkownika (segan alluf), oficer żydowskich sił paramilitarnych Hagana. Używał pseudonim „Jo’aw”.

## Młodość
Icchak urodził się we Włocławku w Imperium Rosyjskim (obecnie Polska). Od młodości był członkiem żydowskiej młodzieżowej organizacji syjonistycznej Ha-Szomer Ha-Cair.
W 1933 wyemigrował do Mandatu Palestyny.

## Służba wojskowa
W 1933 dołączył do żydowskiej organizacji paramilitarnej Hagana. Po przejściu szkolenia wojskowego bardzo szybko awansował i został oficerem dowodzącym batalionem młodzieżowym Gadna (1941–1942).
W 1941 wstąpił do kompanii szturmowych Palmach. Został szefem szkolenia i planowania Palmach. Na początku I wojny izraelsko-arabskiej w maju 1948 został dowódcą obrony kibucu Negba. Energicznie mobilizował mieszkańców do kopania okopów, budowy schronów i ufortyfikowanych pozycji obronnych. Jeszcze przed rozpoczęciem bitwy o kibuc Negba, w dniu 21 maja 1948 Egipcjanie ostrzelali i zbombardowali z powietrza kibuc. Jicchak Dubno zginął prowadząc ogień do samolotów wroga.